# 2-丙醇
2-丙醇又称异丙醇（英语：isopropanol Alcohol/IPA），IUPAC名為丙-2-醇，相当于1-甲基乙醇，常温常压下是一種无色有强烈气味的可燃液体，具刺激性。分子式为C3H8O。與甲乙醚、1-丙醇（正丙醇）為同分異構體。异丙醇是最简单的仲醇，且是丙醇异构体之一，CAS號為67-63-0 。

## 性質
異丙醇可與水、醇、醚和氯仿混溶。它會溶解乙基纖維素、聚乙烯醇縮丁醛、多種油、生物鹼、樹膠和天然樹脂。不同於乙醇或甲醇，它不溶於含鹽溶液中。故異丙醇可以藉由在水溶液中加入鹽，如氯化鈉、硫酸鈉，或任何其它幾種無機鹽分離出來，這是因為異丙醇不太溶於食鹽水溶液中，該過程俗稱為鹽析，可濃縮異丙醇，分離成不同的層。異丙醇與水在重量百分濃度87.7%（體積百分濃度91%）共沸時，其沸點為80.37℃（176.67°F）。水 - 異丙醇混合物的熔、沸點都較原先純物質還低。異丙醇有一絲苦澀，但其具毒性不得飲用。異丙醇隨著溫度的降低會變得越來越粘稠。在溫度低於−70 °C（−94 °F），異丙醇的黏稠度類似楓糖漿。

## 反應
異丙醇可被氧化為丙酮，反應可藉由通過使用氧化劑（如鉻酸、重鉻酸鉀）進行，或者使異丙醇通過加熱的銅催化劑以脫氫：
(CH3)2CHOH →(CH3)2CO + H2
異丙醇經常被用來作為在米爾溫–龐多夫–韋爾萊還原反應和其它轉移氫化反應的溶劑和氫化物源，之後它會被氧化成丙酮。異丙醇可以利用三溴化磷轉化為2-溴丙烷，或與硫酸加熱脫水為丙烯。

## 製備
1994年，150萬噸異丙醇被產於美國，歐洲和日本。該化合物可藉由水和丙烯進行化合反應。它也可藉由氫化丙酮製備。有兩個水合反應方法：通過硫酸法間接水合，以及直接水合。前者，在美國較常被使用，使用低純度的丙烯進行反應；後者，則需要高純度的丙烯，經常在歐洲被使用。這些方法得到的產物主要是異丙醇而不是1 - 丙醇，這是根據馬氏規則。

## 間接水合
間接反應過程中，丙烯與硫酸形成硫酸酯的混合物。隨後這些酯通過蒸汽水解生成異丙醇，這是所謂的蒸餾。異丙醚是這個反應的主要副產物，而他會再循環回到水解反應中，最後得到所需的產物。

## 直接水合
直接水合反應的條件為在高壓或酸催化劑的丙烯和水（在氣相或液相中）。高純度的丙烯（> 90％）趨向於需要此類型的過程。
這兩個過程都需要透過蒸餾將異丙醇與水和其它副產物分離。透過簡單蒸餾得到異丙醇與水形成共沸物，異丙醇重量佔87.9％、水重量佔12.1％。純的（無水的）異丙醇是透過使用異丙醚或環己烷作為共沸劑的含水異丙醇共沸蒸餾製成。

### 氫化丙酮（還原）
粗丙酮氫化在液相中通過雷尼鎳或銅和氧化鉻的混合物，可得到的異丙醇。加過量的丙酮進行生產，例如異丙苯法，這個過程很有用。
也可用氫化鋁鋰等還原劑來還原丙酮，製備異丙醇。

## 用途
異丙醇的絕大部分被用作塗層或工業生產過程的溶劑或清潔劑（例如半導體晶片洗滌雜質）。特別是藥物應用，由於他被認為任何殘留的毒性低。一些異丙醇用作化學中間體。異丙醇可被轉化為丙酮，但異丙苯法更常被使用。該年一小部分（5.4噸）被消耗供家庭使用及個人護理產品。它也可以用來作為汽油添加劑。

### 溶劑
異丙醇是溶解範圍廣泛的極性化合物。相較於其他溶劑，它也很快蒸發，且相對無毒。因此，它被廣泛用作溶劑和作為清洗液，尤其是用於溶解油。與乙醇，正丁醇，甲醇，屬於同組的醇類溶劑。在2011年，約有640萬噸在全世界被使用。應用的例子包括清洗電子設備，諸如觸針（像是在ROM卡上的）、磁帶和磁盤磁頭（例如錄音（影）機和磁碟片）、光碟機內的雷射透鏡（例如：CD、DVD）和去除在散熱器和IC封裝（如CPU）上的熱貼。異丙醇可用於鍵盤，LCD和筆記型電腦的清洗，也可作為市售的白板清潔劑，也是一種強而有力，但更安全的普通家用清潔產品的替代品。它可用於清理剛接合之前的光纖。它可用來清潔LCD和玻璃的電腦顯示器螢幕，以及用來給二手或磨損的非含乙烯基的留聲機記錄更新外觀的光澤。異丙醇不應被用來清潔唱片，因為它可能含有乙烯基溶出增塑劑使其變硬。它對於從一個各種、大表面去除熱熔膠非常有效。雖然在磁帶和紙張標籤所用的一些其它膠粘劑對異丙醇具有耐溶性，但它對於去除一些粘性標籤的殘膠仍是有效的。它也可以被用來去除大多數纖維、木材、棉花等物上的污漬。此外，它也可以被用於清潔油漆或其它油為基礎的產品，使得它們可以被重複使用，通常被稱為“重新繪製”。它被用作在平版印刷中的潤版液，並且通常在櫃子製造時用作拋光紫膠片的溶劑。

### 中間物
異丙醇被酯化，得到異丙酯（另一種溶劑）。它與二硫化碳和氫氧化鈉的反應，得到sodium isopropylxanthate（一種除草劑和礦石浮選試劑）。異丙醇與四氯化鈦和鋁的金屬反應，得到鈦和鋁異丙醇鹽，分別為前者的催化劑，而後者的化學試劑。這種化合物本身可以作為一種化學試劑，通過充當轉移氫的一個二氫供體。

### 醫學
消毒墊通常含有異丙醇的60-70％的水溶液。在水中的75％的溶液可以用作洗手液。異丙醇用作水乾燥劑時可預防外耳炎。

### 麻醉劑（早期用途）
雖然異丙醇在技術上可以用於麻醉，但它的許多負面缺點使得異丙醇被禁止用作麻醉。異丙醇可使用類似乙醚的方式作為溶劑或吸入煙霧、口服的方式進行麻醉。早期常被科學家或獸醫用作小型哺乳類動物和囓齒類動物的全身麻醉。然而，因為許多併發症出現，它很快就被禁止，包括呼吸道刺激，內臟出血，以及視覺和聽力問題。在極少數情況下，甚至觀察到因呼吸衰竭而導致死亡的動物。就像乙醚，異丙醇也很不穩定，由於他們在醫療上引起的併發症，兩者都禁止用於任何人類或動物的用途。除非經IACUC同意，才可用於實驗室或醫療。

### 汽車
異丙醇是在“氣機”中的燃油添加劑的主要成分。水在數量多時，在燃料箱中是一個大問題，因為它會從汽油中分離，並且在低溫下凍結在管線中。異丙醇不會從汽油中除去水，相反地，它溶解水於汽油中。一旦溶解，水就不會再溶出並結凍在管線中。異丙醇通常放在氣霧罐中銷售作為擋風玻璃的除冰器。異丙醇也可用於移除在液壓制動系統中制動液的痕跡，從而使制動流體（通常是DOT3，DOT 4，或礦物油）不污染剎車片，避免其制動不良。

### 實驗室
可作為生物試樣防腐劑，異丙醇提供了一種相對無毒的替代方案以替代甲醛和其他合成防腐劑。通常拿70-99％的異丙醇溶液來保存標本。 
異丙醇通常用於DNA萃取。它被添加到以離心分離的DNA後，DNA從DNA溶液沉澱出“顆粒”。這是可能的，因為DNA不溶於異丙醇中。